# Chelonoidis
Chelonoidis Fitzinger, 1835 è un genere di rettili della famiglia Testudinidae.

## Tassonomia
Comprende le seguenti specie:
- Chelonoidis abingdonii (Günther, 1877) †
- Chelonoidis becki (Rothschild, 1901)
- Chelonoidis carbonarius (Spix, 1824)
- Chelonoidis chathamensis (Van Denburgh, 1907)
- Chelonoidis chilensis (Gray, 1870)
- Chelonoidis darwini (Van Denburgh, 1907)
- Chelonoidis denticulatus (Linnaeus, 1766)
- Chelonoidis donfaustoi Poulakakis, Edwards & Caccone, 2015
- Chelonoidis duncanensis (Garman, 1996)
- Chelonoidis hoodensis (Van Denburgh, 1907)
- Chelonoidis niger (Quoy & Gaimard, 1824) †
- Chelonoidis phantastica (Van Denburgh, 1907)
- Chelonoidis porteri (Rothschild, 1903)
- Chelonoidis vicina (Günther, 1874)